# Mike Maignan
Mike Peterson Maignan, född 3 juli 1995 i Cayenne, Franska Guyana, är en fransk fotbollsmålvakt som spelar för AC Milan i Serie A.

## Karriär
I augusti 2015 värvades Maignan av Lille, där han skrev på ett femårskontrakt. Maignan gjorde sin Ligue 1-debut den 18 september 2015 i en 1–1-match mot Rennes, där han blev inbytt i den andra halvleken och direkt räddade en straff.
Den 27 maj 2021 värvades Maignan av Milan, där han skrev på ett femårskontrakt.

## Meriter
Lille
- Vinnare av Ligue 1: 2020/2021

 Milan
- Vinnare av Serie A: 2021/2022